# Звенигородское викариатство
Звенигоро́дское викариа́тство — викариатство Московской городской епархии Русской Православной Церкви.

## История
Первый Звенигородский архиерей Даниил, изгнанный со Смоленской кафедры, упоминается в 1383 году. В Православной энциклопедии делается предположение, что Звенигородской епархии тогда не учреждалось, а епископ Даниил в течение какого-то времени просто жил в Звенигороде. Возможно это было своеобразное викариатство Московской епархии.
Кратковременное возрождение Звенигородской кафедры в конце XVII века стало одним из эпизодов предполагавшегося переустройства епархиальной системы Русской Церкви. 6 ноября 1681 года во епископа Звенигородского был хиротонисан ученик патриарха Никона архимандрит Никита (Тотемский). Епископ должен был жить в Москве, на его содержание были выделены вотчины архиепископов Архангельских, служивших при Архангельском соборе Московского Кремля. Однако уже в декабре 1681 года епископ Никита был назначен на Коломенско-Каширскую кафедру.
В начале 1920-х годов кафедра была возобновлена как викариатство Московской епархии. В 1931 году пресеклось.
Возрождена 29 ноября 1962 года постановлением Священного Синода Русской православной церкви.
В 1974—1995 годах викарные епископы Звенигородские являлись представителями Русской Православной Церкви при патриархе Антиохийском.

## Епископы
- 6 ноября — 24 декабря 1681 — Никита (Тотемский)

Звенигородское викариатство Московской епархии
- 13 августа 1921—1923 — Николай (Добронравов)
- 15 июня 1926 — май 1927 — Серафим (Силичев) в/у, еп. Подольский
- май 1927—1931 — Филипп (Гумилевский)
- 30 декабря 1962 — 30 марта 1964 — Владимир (Котляров)
- 9 июля 1966 — 28 ноября 1968 — Владимир (Сабодан)
- 3 сентября 1974 — 16 ноября 1979 — Анатолий (Кузнецов)
- 16 ноября 1979 — 26 июня 1985 — Валентин (Мищук)
- 21 июля 1985 — 23 марта 1987 — Николай (Шкрумко)
- 7 августа 1988 — 17 февраля 1997 — Никандр (Коваленко)
- 17 апреля — 30 мая 2011 — Николай (Чашин)
- 29 июля — 28 декабря 2017 — Антоний (Севрюк)
- 30 августа 2019 — 25 августа 2020 — Питирим (Творогов)
- 25 августа 2020 — 25 августа 2022 — Феодорит (Тихонов)
- 21 сентября 2022 — 24 августа 2023 — Кирилл (Зинковский)
- с 25 июля 2024 — Арсений (Перевалов)